# Jorge Banicevich
Jorge Esteban Banicevich (n. el 21 de septiembre de 1945 en San Eduardo, Neuquén) es un político argentino. Ocupó el cargo de Senador Nacional por la Provincia de Santa Cruz por el Frente para la Victoria. Accedió a la banca el 13 de mayo de 2009, luego de la muerte de la senadora Judith Forstmann, también de Santa Cruz.

## Carrera
Fue además Intendente de Veintiocho de Noviembre, Provincia de Santa Cruz y Diputado Provincial por la misma provincia.
El 10 de abril de 2009, la senadora Forstmann falleció en un accidente de tráfico. Banicevich había sido el primer suplente en las elecciones de 2005, mientras que Forstmann había sido segunda, pero había tomado la banca para asegurar la representación femenina de la provincia en el Senado debido a la renuncia de Alicia Kirchner. La candidatura de Banicevich como senador fue algo polémica, porque él había sido pasado por alto la resolución de los reemplazos y las suplencias y porque dejaría a Santa Cruz como la única provincia con toda representación masculina. Los radicales se unieron con el Frente para la Victoria para aprobar su nominación.